# Silhouettes d'enfants
Silhouettes d'enfants, op. 43 de Louis Vierne est une suite de cinq pièces brèves pour piano.
Composée de mai à juin 1918, entre deux partitions autrement imposantes mais funèbres — le Quintette pour piano et cordes op. 42 dédié « en ex-voto » à la mémoire de son fils Jacques, mort à dix-sept ans le 11 novembre 1917, et le poème pour piano Solitude op. 44 dédié à son frère René, mort pour la France, tué à l'ennemi le 29 mai 1918 — la suite des Silhouettes d'enfants est un « véritable rayon de soleil dans ces moments difficiles ». 
L'œuvre est dédiée aux cinq enfants de son amie la comtesse du Boisrouvray, dédicataire des Spleens et détresses et dont il est alors l'hôte à Chailly, près de Lausanne. La première audition de l'œuvre a lieu le 23 février 1921, par Clara Haskil, lors d'un concert de charité donné dans un salon de l'hôtel Claridge.

## Composition
En 1915, Vierne souffre de plus en plus des « premières atteintes d'un glaucome qui est en train d'achever de l'aveugler ». Il confie son désarroi à son élève et amie Nadia Boulanger dans une lettre du 19 août : « Mon système nerveux fortement ébranlé a flanché tout à coup. Je combats en ce moment une crise de névrite optique ». C'est également l'année où la cantatrice Jeanne Montjovet, « la compagne de ce temps douloureux, l'inspiratrice et l'interprète, celle qui avait figuré aux pauvres yeux éteints la raison de vivre et la joie de créer », le quitte après six ans de vie commune. Le 15 décembre, à l'occasion d'une tournée de concerts en Suisse, il consulte l'éminent professeur Samuel Eperon, qui le convainc de tenter une intervention chirurgicale.
Ce sont ainsi, à partir de son retour le 12 juillet 1916, deux années de traitements et de soins tels que « l'oculiste était souvent bien près de se décourager : l'œil droit était encore indemne, sauverait-on l'œil gauche ? Une opération était rendue impossible par l'intervention antérieure ; il fallait donc, à tout prix, conserver cet œil par les moyens purement médicaux et surtout éviter que la contagion ne gagnât l'œil droit ». Or, les complications et les crises se succèdent et, le 30 septembre 1918, une cataracte secondaire, reformée sur l'œil droit, exige une nouvelle opération, pratiquée le 9 octobre, « non sans difficulté ». À peine le patient était-il remis qu'une irido-cyclite, extrêmement douloureuse, l'oblige à demeurer dans l'obscurité totale pendant six mois — épreuve terrible, mais couronnée de succès : « Vierne avait frôlé la cécité totale ».
En pleine convalescence, et comme si « la malchance veillait », le musicien contracte une bronchite chronique avec complication de pneumonie double, dont il ne survit que de justesse. C'est alors qu'il apprend la mort de son fils Jacques, engagé volontaire, pendant les combats sur le front de l'Aisne. Cette nouvelle « l'anéantit totalement » puis motive la composition de son imposant Quintette pour piano et cordes op. 42.
Comparées à ce chef-d'œuvre funèbre, les Silhouettes d'enfants sont un « véritable rayon de soleil dans ces moments difficiles » composé en mai et juin 1918.

## Création
Les cinq pièces — ou cinq « miniatures », selon Franck Besingrand — sont dédiées aux cinq enfants de la comtesse du Boisrouvray : Maurice, Henry, Christiane, Guy — futur père de la productrice de cinéma Albina du Boisrouvray — et Suzette.
La première audition des Silhouettes d'enfants a lieu le 23 février 1921, par Clara Haskil, lors d'un concert de charité donné dans un salon de l'hôtel Claridge.

## Présentation

### Mouvements
L'œuvre est composée de cinq pièces :
1. « Valse » — Moderato ( = 60) en fa majeur, à 
,
2. « Chanson » — Andantino ( = 80) en ut majeur, à 
,
3. « Divertissement » — Vivace e grazioso ( = 120) en sol mineur, à 
,
4. « Barcarolle » — Moderato ( = 48) en ré majeur, à 
,
5. « Gavotte dans le style ancien » — Allegro risoluto ( = 80) en la majeur, à deux temps ()

La partition est éditée à Genève en 1920.

### Analyse
Franck Besingrand, organiste et biographe de Louis Vierne, considère les Silhouettes d'enfants comme de « véritables pièces enfantines ».
Bernard Gavoty, observant que « peu de compositeurs ont peint l'enfance avec un parfait bonheur », invite à comparer l'œuvre avec celles de « Schumann, avec les Scènes d'enfants, Moussorgski avec la Chambre d'enfants et, plus près de nous, Debussy qui écrivait son Children's Corner tandis que Fauré agençait le délicieux recueil de Dolly et que Ravel miniaturait Ma mère l'Oye. Il semble que les Silhouettes d'enfants soient vraiment dignes de figurer aux côtés de ces poèmes délicats ».

## Discographie
- Louis Vierne : L'œuvre pour piano, enregistrement intégral par Olivier Gardon (1995, 2 CD Timpani 2C2023)

### Ouvrages généraux
- Marc Vignal, Dictionnaire de la musique, Paris, Larousse, 2005, 1078 p. (ISBN 2-03-511001-7, lire en ligne), « Louis Vierne », p. 1026.

### Monographies
- Franck Besingrand, Louis Vierne, Paris, Bleu nuit éditeur, coll. « Horizons » (no 28), 2011, 176 p. (ISBN 978-2-35884-018-7),
- Bernard Gavoty, Louis Vierne : La vie et l'œuvre, Paris, Buchet/Chastel, 1980 (1re éd. 1943), 322 p.